# Thompson (North Dakota)
Thompson ist eine Kleinstadt (mit dem Status „City“) im Grand Forks County im US-amerikanischen Bundesstaat North Dakota. Das U.S. Census Bureau hat bei der Volkszählung 2020 eine Einwohnerzahl von 1.101 ermittelt.
Thompson ist Bestandteil der Metropolregion Greater Grand Forks.

## Geografie
Thompson liegt im Osten North Dakotas, wenige Kilometer westlich des Red River of the North, der die Grenze zu Minnesota bildet. Die geografischen Koordinaten von Thompson sind 47°46′25″ nördlicher Breite und 97°06′35″ westlicher Länge. Das Stadtgebiet erstreckt sich über eine Fläche von 1,22 km².
Benachbarte Orte von Thompson sind Grand Forks (22,2 km nordnordöstlich), Fisher in Minnesota (30,5 km östlich), Reynolds (16 km südlich) und Northwood (38,6 km westlich).
Die nächstgelegenen größeren Städte sind Winnipeg in der kanadischen Provinz Manitoba (253 km nördlich), Duluth in Minnesota am Oberen See (425 km ostsüdöstlich), Minneapolis in Minnesota (487 km südöstlich), Fargo (111 km südlich) und North Dakotas Hauptstadt Bismarck (378 km westsüdwestlich).
Die Grenze zu Kanada befindet sich 143 km nördlich.

## Verkehr
Etwa einen Kilometer östlich von Thompson verläuft in Nord-Süd-Richtung die Interstate 29, die die kürzeste Verbindung von Winnipeg nach Kansas City in Missouri bildet. Deckungsgleich mit der I 29 verläuft hier der U.S, Highway 81. Durch das Stadtgebiet verläuft in West-Ost-Richtung der North Dakota Highway 18 als Hauptstraße. Alle weiteren Straßen innerhalb des Stadtgebiets sind untergeordnete Landstraßen, teils unbefestigte Fahrwege sowie innerörtliche Verbindungsstraßen.
Durch Thompson verläuft in Nord-Süd-Richtung eine Eisenbahnstrecke der BNSF Railway.
Die nächstgelegenen Flughäfen sind der Grand Forks International Airport (24,5 km nordnordwestlich), der Winnipeg James Armstrong Richardson International Airport (256 km in der gleichen Richtung) und der Hector International Airport in Fargo (107 km südlich).

## Demografische Daten
Nach der Volkszählung im Jahr 2010 lebten in Thompson 986 Menschen in 356 Haushalten. Die Bevölkerungsdichte betrug 808,2 Einwohner pro Quadratkilometer. In den 356 Haushalten lebten statistisch je 2,77 Personen.
Ethnisch betrachtet setzte sich die Bevölkerung zusammen aus 98,1 Prozent Weißen, 0,3 Prozent Afroamerikanern, 1,0 Prozent amerikanischen Ureinwohnern, 0,1 Prozent Asiaten sowie 0,1 Prozent aus anderen ethnischen Gruppen; 0,4 Prozent stammten von zwei oder mehr Ethnien ab. Unabhängig von der ethnischen Zugehörigkeit waren 0,9 Prozent der Bevölkerung spanischer oder lateinamerikanischer Abstammung.
28,4 Prozent der Bevölkerung waren unter 18 Jahre alt, 64,5 Prozent waren zwischen 18 und 64 und 7,1 Prozent waren 65 Jahre oder älter. 49,0 Prozent der Bevölkerung war weiblich.

Das mittlere jährliche Einkommen eines Haushalts lag bei 85.750 USD. Das Pro-Kopf-Einkommen betrug 32.406 USD. 3,1 Prozent der Einwohner lebten unterhalb der Armutsgrenze.

## Persönlichkeiten
- Greg Brockman (* 1987), Informatiker